# 539 г. пр.н.е.

## Събития

### В Азия

#### В Персийската империя
- Царят на Персийската (Ахеменидска) империя Кир II Велики (559 – 530 г. пр.н.е.) напада Вавилония и нейния цар Набонид (556 – 539 г. пр.н.е.).
- Персийската армия натъпва по река Дияла и достига Опис, където започва решителна битка с вавилонската войска като Кир прекосява река Тигър, нанася тежки поражения на защитниците и ги принуждава да отстъпят.[1]
- Сипар пада без съпротива, а Набонид бяга. Два дни по-късно, на 13 октомври, персийската войска начело с Угбару (управител на Гути) влиза във Вавилон без бой. Вавилонският престолонаследник Валтасар загива, а баща му Набонид се предава.[1]
- На 30 октомври цар Кир влиза триумфално във Вавилон, обявява настъпването на мир и приема всички управници и васали на халдейското царство, което е присъединено към Персия.[1]
- Съдбата на Набонид не е ясна, но според някои древни източници той е изпратен да живее в Кармания.[1]

### В Африка

#### В Египет
- Фараон на Египет е Амасис II (570 – 526 г. пр.н.е).[2]

## Починали
- Валтасар, вавилонски принц, син на цар Набонид и регент на Вавилон